# Rio Sapucaí-Mirim (Minas Gerais)
O rio Sapucaí-Mirim  é um curso de água que banha os estados de Minas Gerais e São Paulo, no Brasil, sendo afluente do rio Sapucaí. O rio Sapucaí-Mirim tem um percurso peculiar, pois nasce em território mineiro, mais especificamente no município de Sapucaí-Mirim onde, após percorrer aproximadamente 12 km, adentra em território paulista no município de São Bento do Sapucaí para, em seguida voltar ao estado de Minas Gerais.

## Trajeto
No estado de São Paulo, o rio passa pelo município de São Bento do Sapucaí. Em Minas Gerais passa por Sapucaí-Mirim, Gonçalves, Paraisópolis, Conceição dos Ouros, Cachoeira de Minas e Pouso Alegre.

## Afluentes
Seus principais afluentes são os rios Capivari, Lambari, Baú, Itaim, Mandu e o ribeirão dos Ouros.